# AVN Awards
Gli AVN Awards sono premi cinematografici presentati e sponsorizzati dalla rivista AVN per premiare vari aspetti nell'industria dell'intrattenimento per adulti. Gli AVN Awards comprendono circa 100 categorie, alcune delle quali analoghe a quelle dell'industria cinematografica.

## Storia
La rivista AVN fece la prima cerimonia degli AVN Awards nel febbraio del 1984. Negli anni seguenti i premi assunsero sempre maggior prestigio, fino ad essere definiti gli "Oscar del porno". La cerimonia di premiazione avviene ogni anno a gennaio, durante l'AVN Adult Entertainment Expo, a Las Vegas.
I premi per i video di genere gay fecero parte della stessa cerimonia dal 1986 fino al 1998. A causa dell'aumento delle categorie dal 1999, per valorizzare al meglio la cerimonia di premiazione, AVN decise di organizzare un evento a parte per questo tipo di film, il GayVN Awards.
Durante l'edizione 2021 l'attrice americana Emily Willis ha stabilito il record di premi vinti in una singola edizione, con nove statuette.

## Categorie

### Performer
Gli AVN Awards che premiano i singoli attori ed attrici sono suddivisi in varie categorie:
- Female Performer of the Year
- Male Performer of the Year
- Female Foreign Performer of the Year
- Male Foreign Performer of the Year
- Best New Starlet
- Best New Foreign Starlet
- Best Male Newcomer

- Best Actress
- Best Actor
- Best Supporting Actress
- Best Supporting Actor
- Best Leading Actress
- Best Leading Actor
- All-Girl Performer of the Year

- MILF Performer of the Year
- Transgender Performer of the Year
- Trans Newcomer of the Year
- Best Thespian - Trans/X
- Niche Performer of the Year
- Best Non-Sex Performance
- Best Solo/Tease Performace

### Director
Gli AVN Awards che premiano i singoli registi sono suddivisi in varie categorie:
- Director of the Year
- Miglior Regista
- Best Director - Feature/ Narrative Production e Non Feature/ Non - Narrative Production
- Miglior regista straniero

- Best Director - Foreign Feature e Foreign - Non Feature
- Best Director - Ethnic Video
- Best Director - Parody
- Best Director - Web

- Best Director - Comedy
- Best Director - Drama
- Best Director Site/Network/Content/Banner

### Sex Scene
Gli AVN Awards delle categorie Sex Scene premiano gli attori ed attrici per una scena pornografica che è nominata la migliore dell'anno. Sono suddivisi in varie categorie:
- All-Girl
- Anal
- Blowbang
- Boy/Girl
- Double-Penetration
- Gangbang
- Girl/Girl

- Foreign-Shot All-Girl
- Foreign-Shot Anal
- Foreign-Shot Boy/Girl
- Foreign-Shot Group
- Group
- Oral
- POV

- Solo
- Three-Way – B/B/G
- Three-Way – G/G/B
- Transgender Group
- Transgender One-on-One
- Virtual Reality
- Outrageous

### Movie
Gli AVN Awards delle categorie Movie premiano i film che sono nominati i migliori dell'anno. Sono suddivisi in varie categorie:
- All-Girl
- All-Sex
- Anthology
- Anal
- BDSM
- Curve Appeal
- Ethnic - Asian
- Ethnic - Black

- Ethnic - Latin
- Foreign
- Gonzo/Wall-to-Wall
- Group Sex (or Orgy/Gangbang)
- Ingénue
- Interracial
- Lesbian
- MILF

- Niche
- POV
- Oral
- Solo
- Squirting
- Taboo
- Transgender
- Vignette

### Series
Gli AVN Awards delle categorie Series premiano le serie che sono nominate le migliori dell'anno. Sono suddivisi in varie categorie:
- All-Girl
- All-Sex
- Anthology
- Anal
- BDSM
- Curve Appeal
- Ethnic - Asian
- Ethnic - Black

- Ethnic - Latin
- Foreign
- Gonzo/Wall-to-Wall
- Group Sex (or Orgy/Gangbang)
- Ingénue
- Interracial
- Lesbian
- MILF

- Niche
- Oral
- POV
- Solo
- Squirting
- Taboo
- Transgender
- Vignette

### Technical
Gli AVN Awards delle categorie Technical premiano i film ritenuti migliori in base ad un determinato criterio che riguarda le caratteristiche tecniche come la fotografia e l'editing. Sono suddivisi in varie categorie:
- Best Screenplay
- Best Screenplay - Film
- Best Screenplay - Video
- Best Screenplay - Parody
- Best Comedic Screenplay
- Best Dramatic Screenplay
- Best Art Direction

- Best Art Direction - Film
- Best Art Direction - Video
- Best Cinematography
- Best Videography
- Best Makeup
- Best Editing
- Best Editing - Film

- Best Editing - Video
- Best Special Effects
- Best Music/Soundtrack
- Best Original Song
- Best DVD Extras
- Best DVD Menus
- Clever Title of the Year

### Production
Gli AVN Awards delle categorie Production premiano i film ritenuti migliori in base ad un determinato criterio che riguarda le scelte di produzione. Sono suddivisi in varie categorie:
- Best Featurette
- Best Foreign Production
- Best Screenplay – Comedy
- Best Screenplay – Drama
- Best Star Showcase
- Best New Production Banner
- Clever Title of the Year

### Fan Award
Gli AVN Awards - Fan Awards è un insieme di premi assegnati direttamente mediante il voto dei fan. Sono suddivisi in varie categorie:
- Favorite Female Porn Star
- Favorite Male Porn Star
- Best Body
- Best/Most Spectacular Boobs
- Hottest/Most Epic Ass
- Hottest Newcomer

- Social Media Star/Twitter Queen
- Hottest MILF
- Favorite Trans Performer
- Favorite BBW Performer
- Favorite Webcam/Cam Girl Performer

- Favorite Trans Cam Performer
- Favorite Camming Couple
- Favorite Camming Cosplayer
- Favorite Indie Clip Star
- Favorite Domme

### Altri premi
Durante la premiazione vengono assegnati anche altri premi di diverso genere. Sono suddivisi in varie categorie:
- Mainstream Venture of the Year
- Grand Reel
- Best Enhancement Manufacturer
- Best Fetish Manufacturer
- Best Lingerie or Apparel Manufacturer
- Best Lubricant Manufacturer
- Best Pleasure Product Manufacturer – Large
- Best Pleasure Product Manufacturer – Medium
- Best Pleasure Product Manufacturer – Small
- Best Boutique
- Best Retail Chain – Large
- Best Retail Chain – Medium
- Best Retail Chain – Small
- Best Web Retail Store

### Hall of Fame
La AVN Hall of Fame è una lista onorifica stilata e sponsorizzata dalla rivista AVN che raccoglie tutti i personaggi che hanno contribuito alla nascita e alla crescita dell'industria dell'intrattenimento per adulti moderna.